# Marshall Williams
Marshall Williams (ur. 31 lipca 1989 w Winnipeg) – kanadyjski aktor, model i wokalista.

## Życiorys
Urodził się w Winnipeg w Manitobie. Ukończył St. Paul’s High School; w liceum grał w szkolnej drużynie futbolowej. Sport ten praktykował także w trakcie nauki na University of Manitoba. Studiował również na Uniwersytecie w Toronto. Dwukrotnie, w 2007 i 2008 roku, uczestniczył w talent show CTV Television Network Canadian Idol, kwalifikując się do czołowej czterdziestki zawodników programu. Następnie zajął się modelingiem. Podpisał kontrakt z nowojorską agencją Ford Models i nawiązał współpracę z takimi koncernami jak Abercrombie & Fitch, Hollister, Diesel, Mattel czy M.A.C. Cosmetics. Prezentował odzież na wybiegu podczas tygodni mody w Toronto i Los Angeles. Ma 183 cm wzrostu.
Jako aktor debiutował już w 2005 roku, epizodycznym występem w wydanym na rynku DVD filmie science-fiction Bobby Speaking. Gościł następnie w odcinkach seriali telewizyjnych Być jak Erica i Alphas, a w 2011 zagrał w komedii Św. Mikołaj potrzebny od zaraz (Desperately Seeking Santa). W filmie z kanonu Disney Channel Original Movies, Lepszym modelu (How to Build a Better Boy), wcielił się w główną rolę Alberta Banksa. Niedługo potem otrzymał angaż do roli w serialu stacji Fox Glee. Jako Spencer Porter, jawnie homoseksualny, łamiący stereotypy futbolista ze szkoły średniej, występował w odcinkach szóstego i finałowego sezonu Glee. W filmie akcji Headcase (2019) zagrał postać agenta Donegana.

## Filmografia
- 2005: Bobby Speaking
- 2010: High Society jako szeryf Williams
- 2010: Być jak Erica (Being Erica) jako członek bractwa studenckiego
- 2011: Alphas jako licealista
- 2011: Really Me jako student-kowboj
- 2011: Św. Mikołaj potrzebny od zaraz (Desperately Seeking Santa) jako model
- 2012: Todd and the Book of Pure Evil jako Boyce
- 2012: Moja niania jest wampirem (My Babysitter’s a Vampire) jako Tad
- 2013: Szpital nadziei jako Justin
- 2013: Pete’s Christmas jako Mike Bronski
- 2014: Lepszy model (How to Build a Better Boy) jako Albert Banks
- 2015: Glee jako Spencer Porter
- 2017: W imię zła (Sometimes the Good Kill) jako Conor; film TV
- 2018: SuperGrid jako Deke
- 2018: Sorry for Your Loss jako Trent
- 2018: Głos Pana (His Master’s Voice) jako Chris
- 2019: TMI Crossing the Threshold jako Kyle Barret
- 2019: Headcase jako agent Donegan
- 2019: Strike! jako Stefan Sokolowski